# Lista över Englands regentgemåler
För de kvinnor, som har varit regerande drottningar av England, se lista över Englands regenter. För personer, som har varit gifta med brittiska regenter efter bildandet av Storbritannien 1707, se lista över Storbritanniens regentgemåler.
Lista över Englands regentgemåler upptar de personer, som har varit gifta med en engelsk regent (kung, regerande drottning eller lordprotektor), men inte själva har varit regenter. De flesta har varit kvinnor, vilka innehade den officiella titeln Drottninggemål (engelska Queen consort), i dagligt tal drottning, till skillnad från de kvinnor, som faktiskt var regenter, vilka var regerande drottningar (engelska Queen regnants). De män, som har varit regentgemåler, har haft mer skiftande titlar, vilka har berott på omständigheterna kring deras makors regeringstid. Listan upptar endast de personer, som var gifta med regenterna under deras tid som regenter. Personer, som var gifta med regenter innan deras regeringstid, såsom exempelvis Jakob II:s första hustru Anne Hyde, upptas alltså inte. Emellertid medtas gemålerna oavsett vilken titel deras make/maka hade som regent. Under järnåldern och den tidiga medeltiden är uppgifterna om födelse, död och giftermål ytterst osäkra, men åtminstone från och med 1200-talet och framåt är uppgifterna säkerställda. Kungariket England gick 1707 samman med kungariket Skottland och bildade kungariket Storbritannien. Det har alltså inte funnits någon engelsk regentgemål sedan detta år och de personer, som har varit gifta med brittiska regenter efter 1707 är alltså brittiska regentgemåler.

## Ätten Mercia
| Namn       | Bild | Gift med | Födelse                                                     | Giftermål      | Blev regentgemål | Upphörde att vara regentgemål | Död                      | Källor |
| ---------- | ---- | -------- | ----------------------------------------------------------- | -------------- | ---------------- | ----------------------------- | ------------------------ | ------ |
| Cynethryth |      | Offa     | Okänt födelseår på okänd plats dotter till okända föräldrar | Okänd tidpunkt | Okänd tidpunkt   | 29 juli 796 makens död        | Efter 798 på okänd plats |        |
| Namn       | Bild | Gift med | Födelse                                                     | Giftermål      | Blev regentgemål | Upphörde att vara regentgemål | Död                      | Källor |

## Ätten Wessex
| Namn                   | Bild                                                                   | Gift med                | Födelse | Giftermål                                                             | Blev regentgemål                                                      | Upphörde att vara regentgemål                                   | Död                                                     | Källor |
| ---------------------- | ---------------------------------------------------------------------- | ----------------------- | --- | --------------------------------------------------------------------- | --------------------------------------------------------------------- | --------------------------------------------------------------- | ------------------------------------------------------- | ------ |
| Redburga               |                                                                        | Egbert                  | Okänt födelseår på okänd plats dotter till okända föräldrar                                                    | Okänd tidpunkt                                                        | Okänd tidpunkt, dock tidigast 829 vid makens trontillträde            | Okänd tidpunkt, dock senast 839 vid makens död                  | Okänt dödsår på 800-talet på okänd plats                |        |
| Osburga                | Illustraton av Osburga och hennes son Alfred den store från 1911       | Æthelwulf               | Okänt födelseår på okänd plats dotter till Oslac                                                               | Okänd tidpunkt                                                        | Okänd tidpunkt, dock tidigast 839                                     | Före 856 på okänd plats                                         | Före 856 på okänd plats                                 |        |
| Judith av Frankrike    | Judith med sin tredje make Balduin av Flandern, illustration från 1849 | Æthelwulf               | Oktober 844 på okänd plats dotter till den västfrankiske kungen Karl den skallige och Ermentrude av Orléans    | 1 oktober 856                                                         | 1 oktober 856                                                         | 13 januari 858 makens död                                       |                                                         |        |
| Judith av Frankrike    | Judith med sin tredje make Balduin av Flandern, illustration från 1849 | Æthelbald               | Oktober 844 på okänd plats dotter till den västfrankiske kungen Karl den skallige och Ermentrude av Orléans    | 858                                                                   | 858                                                                   | 20 december 860 makens död                                      | 870 på okänd plats                                      |        |
| Wulfthryth             |                                                                        | Æthelred                | Okänt födelseår på okänd plats dotter till okända föräldrar                                                    | Okänd tidpunkt, dock senast 868                                       | Okänd tidpunkt, dock tidigast 865, senast 868                         | Okänd tidpunkt, dock senast 23 april 871 vid makens död         | Okänt dödsår på okänd plats                             |        |
| Ealhswith              |                                                                        | Alfred den store        | Omkring 852 i Mercia dotter till Æthelred Mucil och Eadburga                                                   | 868                                                                   | 24 april 871 makens trontillträde                                     | 26 oktober 899 makens död                                       | 5 december 905 begravd i St. Mary's Abbey i Winchester  |        |
| Elfleda                |                                                                        | Edvard den äldre        | Okänt födelseår på okänd plats dotter till Æthelhelm                                                           | Omkring 901                                                           | Omkring 901                                                           | 910-talet                                                       | 910-talet                                               |        |
| Edgiva av Kent         |                                                                        | Edvard den äldre        | Okänt födelseår (dock senast 904) på okänd plats dotter till Sigehelm                                          | Omkring 919                                                           | Omkring 919                                                           | 17 juli 924 makens död                                          | 25 augusti 968 på okänd plats                           |        |
| Elgiva av Shaftesbury  |                                                                        | Edmund den magnifike    | Okänt födelseår på okänd plats dotter till okända föräldrar (moderns namn var möjligen Wynflæd eller Wynnflæd) | Okänd tidpunkt                                                        | Okänd tidpunkt, dock tidigast 27 oktober 939 vid makens trontillträde | 944 på okänd plats                                              | 944 på okänd plats                                      |        |
| Ethelfleda av Damerham |                                                                        | Edmund den magnifike    | Okänt födelseår på okänd plats dotter till Ælfgar                                                              | 944                                                                   | 944                                                                   | 26 maj 946 makens död                                           | Mellan 962 och 991, troligtvis efter 975 på okänd plats |        |
| Elgiva                 |                                                                        | Edwy den rättvise       | Okänt födelseår på okänd plats dotter till Æthelgifu                                                           | 955 (kanske gift före makens trontillträde 23 november, kanske efter) | 955 (kanske gift före makens trontillträde 23 november, kanske efter) | 958 äktenskapet upplöst av kyrkan på grund av för nära släkskap | September 959 på okänd plats                            |        |
| Elfrida                |                                                                        | Edgar den fredlige      | Omkring 945 på okänd plats dotter till Ordgar                                                                  | 964 eller 965                                                         | 964 eller 965                                                         | 8 juli 975 makens död                                           | 17 november 999, 1000 eller 1001 på okänd plats         |        |
| Aelgifu av York        |                                                                        | Ethelred den villrådige | Först omnämnd 970 född på okänd plats dotter till Thored                                                       | 980-talet                                                             | 980-talet                                                             | Omkring 1002 på okänd plats                                     | Omkring 1002 på okänd plats                             |        |
| Emma av Normandie      |                                                                        | Ethelred den villrådige | Omkring 988 i Normandie dotter till hertig Rikard den orädde och Gunnor                                        | 1002                                                                  | 1002                                                                  | Sommaren 1013 makens avsättning                                 |                                                         |        |
| Namn                   | Bild                                                                   | Gift med                | Födelse | Giftermål                                                             | Blev regentgemål                                                      | Upphörde att vara regentgemål                                   | Död                                                     | Källor |

## Knytlingaätten
| Namn                 | Bild | Gift med      | Födelse                                                                            | Giftermål      | Blev regentgemål                      | Upphörde att vara regentgemål | Död                                  | Källor |
| -------------------- | ---- | ------------- | ---------------------------------------------------------------------------------- | -------------- | ------------------------------------- | ----------------------------- | ------------------------------------ | ------ |
| Swiatoslawa av Polen |      | Sven Tveskägg | Möjligen omkring 968 i Polen dotter till Mieszko I av Polen och Dubrawka av Böhmen | Okänd tidpunkt | 25 december 1013 makens trontillträde | 3 februari 1014 makens död    | Möjligen omkring 1014 på okänd plats |        |
| Namn                 | Bild | Gift med      | Födelse                                                                            | Giftermål      | Blev regentgemål                      | Upphörde att vara regentgemål | Död                                  | Källor |

## Ätten Wessex (återinsatt första gången)
| Namn              | Bild | Gift med                | Födelse | Giftermål | Blev regentgemål                      | Upphörde att vara regentgemål | Död | Källor |
| ----------------- | ---- | ----------------------- | ------- | --------- | ------------------------------------- | ----------------------------- | --- | ------ |
| Emma av Normandie |      | Ethelred den villrådige |         |           | 3 februari 1014 makens återinsättning | 23 april 1016 makens död      |     |        |
| Namn              | Bild | Gift med                | Födelse | Giftermål | Blev regentgemål                      | Upphörde att vara regentgemål | Död | Källor |

## Knytlingaätten (återinsatt)
| Namn              | Bild | Gift med       | Födelse | Giftermål | Blev regentgemål | Upphörde att vara regentgemål | Död                                  | Källor |
| ----------------- | ---- | -------------- | ------- | --------- | ---------------- | ----------------------------- | ------------------------------------ | ------ |
| Emma av Normandie |      | Knut den store |         | Juli 1017 | Juli 1017        | 12 november 1035 makens död   | 6 mars 1052 i Winchester i Hampshire |        |
| Namn              | Bild | Gift med       | Födelse | Giftermål | Blev regentgemål | Upphörde att vara regentgemål | Död                                  | Källor |

## Ätten Wessex (återinsatt andra gången)
| Namn               | Bild | Gift med          | Födelse                                                                                 | Giftermål    | Blev regentgemål | Upphörde att vara regentgemål     | Död                                       | Källor |
| ------------------ | ---- | ----------------- | --------------------------------------------------------------------------------------- | ------------ | ---------------- | --------------------------------- | ----------------------------------------- | ------ |
| Edith av Wessex    |      | Edvard Bekännaren | 1020-talet på okänd plats dotter till Godwin av Wessex och Gytha Thorkelsdóttir         | 1045         | 1045             | 4 eller 5 januari 1066 makens död | 19 december 1075 i Winchester i Hampshire |        |
| Ealdgyth av Mercia |      | Harald Godwinson  | Omnämnd första gången 1057 född på okänd plats dotter till Ælfgar av Mercia och Ælfgifu | Januari 1066 | Januari 1066     | 14 oktober 1066 makens död        | Okänt dödsår på okänd plats               |        |
| Namn               | Bild | Gift med          | Födelse                                                                                 | Giftermål    | Blev regentgemål | Upphörde att vara regentgemål     | Död                                       | Källor |

## Normandiska ätten
| Namn                 | Bild                                     | Gift med          | Födelse                                                                                              | Giftermål        | Blev regentgemål                      | Upphörde att vara regentgemål                  | Död                                            | Källor |
| -------------------- | ---------------------------------------- | ----------------- | --- | ---------------- | ------------------------------------- | ---------------------------------------------- | ---------------------------------------------- | ------ |
| Matilda av Flandern  | Illustration av Matilda från 1894        | Vilhelm Erövraren | Omkring 1031 på okänd plats dotter till greve Balduin V av Flandern och Adele av Frankrike           | 1053             | 25 december 1066 makens trontillträde | 2 november 1083 på okänd plats                 | 2 november 1083 på okänd plats                 |        |
| Edith av Skottland   |                                          | Henrik I          | Omkring 1080 i Dunfermline i Skottland dotter till det skotska kungaparet Malkolm III och Margareta  | 11 november 1100 | 11 november 1100                      | 1 maj 1118 i Westminsterpalatset i London      | 1 maj 1118 i Westminsterpalatset i London      |        |
| Adeliza av Louvain   | Illustration av Adeliza från 1800-talet  | Henrik I          | Omkring 1103 på okänd plats dotter till greve Gottfrid I av Louvain och Ida av Namur                 | 24 januari 1121  | 24 januari 1121                       | 1 december 1135 makens död                     | 23 april 1151 i Affligems kloster i Brabant    |        |
| Mathilda av Boulogne | Illustration av Mathilda från 1800-talet | Stefan av Blois   | Omkring 1105 i Boulogne i Frankrike dotter till greve Eustace III av Boulogne och Maria av Skottland | 1125             | 22 december 1135 makens trontillträde | 3 maj 1152 på slottet Hedingham Castle i Essex | 3 maj 1152 på slottet Hedingham Castle i Essex |        |
| Namn                 | Bild                                     | Gift med          | Födelse                                                                                              | Giftermål        | Blev regentgemål                      | Upphörde att vara regentgemål                  | Död                                            | Källor |

Omstridd regentgemål
| Namn                | Bild | Gift med            | Födelse                                                                                 | Giftermål | Blev regentgemål                    | Upphörde att vara regentgemål       | Död                                            | Källor |
| ------------------- | ---- | ------------------- | --------------------------------------------------------------------------------------- | --------- | ----------------------------------- | ----------------------------------- | ---------------------------------------------- | ------ |
| Gottfrid V av Anjou |      | Kejsarinnan Matilda | 24 augusti 1113 på okänd plats son till kung Fulko av Jerusalem och Ermengarde av Maine | 1128      | 7 april 1141 makans "trontillträde" | 1 november 1141 makans "avsättning" | 7 september 1151 i Château-du-Loir i Frankrike |        |
| Namn                | Bild | Gift med            | Födelse                                                                                 | Giftermål | Blev regentgemål                    | Upphörde att vara regentgemål       | Död                                            | Källor |

## Ätten Plantagenet
| Namn                   | Bild | Gift med             | Födelse | Giftermål       | Blev regentgemål                     | Upphörde att vara regentgemål | Död                                                                   | Källor |
| ---------------------- | ---- | -------------------- | --- | --------------- | ------------------------------------ | ----------------------------- | --------------------------------------------------------------------- | ------ |
| Eleonora av Akvitanien |      | Henrik II            | 1122 eller 1124 i Poitiers i Frankrike dotter till hertig Vilhelm X av Akvitanien och Aenor av Châtellerault | 18 maj 1152     | 25 oktober 1154 makens trontillträde | 6 juli 1189 makens död        | 1 april 1204 i Poitiers i Frankrike                                   |        |
| Margareta av Frankrike |      | Henrik den yngre     | November 1157 på okänd plats dotter till kung Ludvig VII av Frankrike och Constance av Kastilien             | 1162            | 14 juni 1170 makens trontillträde    | 11 juni 1183 makens död       | Augusti eller september 1197 i Sankt Johannes av Acre i Heliga landet |        |
| Berengaria av Navarra  |      | Rikard I Lejonhjärta | Omkring 1165–1170 på okänd plats dotter till kung Sancho VI av Navarra och Sancha av Kastilien               | 12 maj 1191     | 12 maj 1191                          | 6 april 1199 makens död       | 23 december 1230 på okänd plats                                       |        |
| Isabella av Angoulême  |      | Johan utan land      | Omkring 1188 på okänd plats dotter till greve Aymer av Angoulême och Alice av Courtenay                      | 24 augusti 1200 | 24 augusti 1200                      | 19 oktober 1216 makens död    | 31 maj 1246 i Fontevraudklostret i Frankrike                          |        |
| Namn                   | Bild | Gift med             | Födelse | Giftermål       | Blev regentgemål                     | Upphörde att vara regentgemål | Död                                                                   | Källor |

Omstridd regentgemål
| Namn                 | Bild | Gift med       | Födelse | Giftermål            | Blev regentgemål                   | Upphörde att vara regentgemål         | Död                      | Källor |
| -------------------- | ---- | -------------- | --- | -------------------- | ---------------------------------- | ------------------------------------- | ------------------------ | ------ |
| Blanche av Kastilien |      | Ludvig Lejonet | 4 mars 1188 i Palencia i Kastilien dotter till kung Alfons VIII av Kastilien och drottning Eleonora av England | 22 eller 23 maj 1200 | 21 maj 1216 makens "trontillträde" | 22 september 1217 makens "avsättning" | 26 november 1252 i Paris |        |
| Namn                 | Bild | Gift med       | Födelse | Giftermål            | Blev regentgemål                   | Upphörde att vara regentgemål         | Död                      | Källor |

| Namn                   | Bild | Gift med   | Födelse | Giftermål                        | Blev regentgemål                      | Upphörde att vara regentgemål                         | Död                                                        | Källor |
| ---------------------- | ---- | ---------- | --- | -------------------------------- | ------------------------------------- | ----------------------------------------------------- | ---------------------------------------------------------- | ------ |
| Eleonora av Provence   |      | Henrik III | Omkring 1223 i Aix-en-Provence i Frankrike dotter till greve Raimond Berengar IV av Provence och Beatrice av Savojen | 14 januari 1236                  | 14 januari 1236                       | 16 november 1272 makens död                           | 24, 25 eller 26 juni 1291 i Amesbury i Wiltshire           |        |
| Eleonora av Kastilien  |      | Edvard I   | 1241 i Kastilien dotter till kung Ferdinand III av Kastilien och drottning Johanna I av Ponthieu                     | 1 november 1254                  | 16 november 1272 makens trontillträde | 28 november 1290 i Harby i Nottinghamshire            | 28 november 1290 i Harby i Nottinghamshire                 |        |
| Margareta av Frankrike |      | Edvard I   | Omkring 1279 eller 1282 i Paris dotter till kung Filip III av Frankrike och drottning Maria av Brabant               | 8 eller 10 september 1299        | 8 eller 10 september 1299             | 7 juli 1307 makens död                                | 14 februari 1318 på slottet Marlborough Castle i Wiltshire |        |
| Isabella av Frankrike  |      | Edvard II  | 1295 i Paris dotter till kung Filip IV av Frankrike och drottning Johanna I av Navarra                               | 25 januari 1308                  | 25 januari 1308                       | 24 januari 1327 makens avsättning                     | 22 augusti 1358 på slottet Castle Rising i Norfolk         |        |
| Filippa av Hainaut     |      | Edvard III | 24 juni 1314 i Valenciennes i Frankrike dotter till greve Vilhelm I av Hainaut och Johanna av Valois                 | 24 januari 1328                  | 24 januari 1328                       | 15 augusti 1369 på slottet Windsor Castle i Berkshire | 15 augusti 1369 på slottet Windsor Castle i Berkshire      |        |
| Anna av Böhmen         |      | Rikard II  | 11 maj 1366 i Prag i Böhmen dotter till tysk-romerske kejsaren Karl IV och Elisabet av Pommern                       | 20 januari 1382                  | 20 januari 1382                       | 7 juni 1394 i klostret Sheen i London                 | 7 juni 1394 i klostret Sheen i London                      |        |
| Isabella av Valois     |      | Rikard II  | 9 november 1389 i Paris dotter till kung Karl VI av Frankrike och Isabella av Bayern                                 | 31 oktober eller 1 november 1396 | 31 oktober eller 1 november 1396      | 30 september 1399 makens avsättning                   | 13 september 1409 i Blois i Loir-et-Cher i Frankrike       |        |
| Namn                   | Bild | Gift med   | Födelse | Giftermål                        | Blev regentgemål                      | Upphörde att vara regentgemål                         | Död                                                        | Källor |

## Ätten Lancaster
| Namn               | Bild                             | Gift med  | Födelse | Giftermål       | Blev regentgemål | Upphörde att vara regentgemål | Död                                                   | Källor |
| ------------------ | -------------------------------- | --------- | --- | --------------- | ---------------- | ----------------------------- | ----------------------------------------------------- | ------ |
| Johanna av Navarra |                                  | Henrik IV | Omkring 1370 i Pamplona i Navarra dotter till kung Karl II av Navarra och drottning Johanna av Frankrike            | 7 februari 1403 | 7 februari 1403  | 20 mars 1413 makens död       | 10 juni 1437 i byn Havering-atte-Bower utanför London |        |
| Katarina av Valois | Bild av Katarina från 1850-talet | Henrik V  | 27 oktober 1401 i Paris dotter till kung Karl VI av Frankrike och drottning Isabella av Bayern                      | 2 juni 1420     | 2 juni 1420      | 31 augusti 1422 makens död    | 3 januari 1437 i London                               |        |
| Margareta av Anjou |                                  | Henrik VI | 23 mars 1430 i Pont-à-Mousson i Lothringen dotter till kung René I av Neapel och drottning Isabella I av Lothringen | 23 april 1445   | 23 april 1445    | 4 mars 1461 makens avsättning |                                                       |        |
| Namn               | Bild                             | Gift med  | Födelse | Giftermål       | Blev regentgemål | Upphörde att vara regentgemål | Död                                                   | Källor |

## Ätten York
| Namn               | Bild | Gift med  | Födelse | Giftermål  | Blev regentgemål | Upphörde att vara regentgemål    | Död | Källor |
| ------------------ | ---- | --------- | --- | ---------- | ---------------- | -------------------------------- | --- | ------ |
| Elisabet Woodville |      | Edvard IV | Omkring 1437 i byn Grafton Regis i Northamptonshire dotter till Rikard Woodville och Jacquetta av Luxemburg | 1 maj 1464 | 1 maj 1464       | 3 oktober 1470 makens avsättning |     |        |
| Namn               | Bild | Gift med  | Födelse | Giftermål  | Blev regentgemål | Upphörde att vara regentgemål    | Död | Källor |

## Ätten Lancaster (återinsatt)
| Namn               | Bild | Gift med  | Födelse | Giftermål | Blev regentgemål                      | Upphörde att vara regentgemål   | Död                                 | Källor |
| ------------------ | ---- | --------- | ------- | --------- | ------------------------------------- | ------------------------------- | ----------------------------------- | ------ |
| Margareta av Anjou |      | Henrik VI |         |           | 30 oktober 1470 makens återinsättning | 11 april 1471 makens avsättning | 25 augusti 1482 i Anjou i Frankrike |        |
| Namn               | Bild | Gift med  | Födelse | Giftermål | Blev regentgemål                      | Upphörde att vara regentgemål   | Död                                 | Källor |

## Ätten York (återinsatt)
| Namn               | Bild | Gift med   | Födelse                                                                                                 | Giftermål    | Blev regentgemål                    | Upphörde att vara regentgemål       | Död                                         | Källor |
| ------------------ | ---- | ---------- | --- | ------------ | ----------------------------------- | ----------------------------------- | ------------------------------------------- | ------ |
| Elisabet Woodville |      | Edvard IV  | |              | 11 april 1471 makens återinsättning | 9 april 1483 makens död             | 8 juni 1492 i byn Bermondsey utanför London |        |
| Anne Neville       |      | Rikard III | 11 juni 1456 på slottet Warwick Castle i Warwickshire dotter till Richard Neville och Anne de Beauchamp | 12 juli 1472 | 26 juni 1483 makens trontillträde   | 16 mars 1485 i Westminster i London | 16 mars 1485 i Westminster i London         |        |
| Namn               | Bild | Gift med   | Födelse                                                                                                 | Giftermål    | Blev regentgemål                    | Upphörde att vara regentgemål       | Död                                         | Källor |

## Ätten Tudor
| Namn                  | Bild | Gift med    | Födelse | Giftermål       | Blev regentgemål | Upphörde att vara regentgemål                                  | Död                                                            | Källor |
| --------------------- | ---- | ----------- | --- | --------------- | ---------------- | -------------------------------------------------------------- | -------------------------------------------------------------- | ------ |
| Elizabeth av York     |      | Henrik VII  | 11 februari 1466 i Westminsterpalatset i London dotter till Edvard IV och Elisabet Woodville                                    | 18 januari 1486 | 18 januari 1486  | 11 februari 1503 på slottet Richmond Palace i Surrey           | 11 februari 1503 på slottet Richmond Palace i Surrey           |        |
| Katarina av Aragonien |      | Henrik VIII | 16 december 1485 i Alcalá de Henares i Spanien dotter till kung Ferdinand II av Aragonien och drottning Isabella I av Kastilien | 11 juni 1509    | 11 juni 1509     | 23 maj 1533 äktenskapet upplöst                                | 7 januari 1536 i Cambridgeshire                                |        |
| Anne Boleyn           |      | Henrik VIII | 1501 eller 1507 på slottet Hever Castle i Kent eller Blickling Hall i Norfolk dotter till Thomas och Elizabeth Boleyn           | 28 maj 1533     | 28 maj 1533      | 17 maj 1536 äktenskapet upplöst                                | 19 maj 1536 avrättad på Towern i London                        |        |
| Jane Seymour          |      | Henrik VIII | Omkring 1507, 1508 eller 1509 på slottet Wolfhall i Savernake i Wiltshire dotter till John Seymour och Margery Wentworth        | 30 maj 1536     | 30 maj 1536      | 24 oktober 1537 på slottet Hampton Court Palace utanför London | 24 oktober 1537 på slottet Hampton Court Palace utanför London |        |
| Anna av Kleve         |      | Henrik VIII | 22 september 1515 i Düsseldorf dotter till hertig Johan III av Kleve och Maria av Jülich-Berg                                   | 6 januari 1540  | 6 januari 1540   | 9 juli 1540 äktenskapet upplöst                                | 16 juli 1557 på godset Chelsea Manor i London                  |        |
| Katarina Howard       |      | Henrik VIII | Någon gång mellan 1518 och 1525, antagligen 1521 i Lambeth i London dotter till Edmund Howard och Joyce Culpeper                | 28 juli 1540    | 28 juli 1540     | 23 november 1541 fråntagen titeln                              | 13 februari 1542 avrättad på Towern i London                   |        |
| Katarina Parr         |      | Henrik VIII | Omkring augusti 1512 i Blackfriars i London dotter till Thomas Parr och Maud Green                                              | 12 juli 1543    | 12 juli 1543     | 28 januari 1547 makens död                                     | 5 september 1548 på slottet Sudeley Castle i Gloucestershire   |        |
| Namn                  | Bild | Gift med    | Födelse | Giftermål       | Blev regentgemål | Upphörde att vara regentgemål                                  | Död                                                            | Källor |

Omstridd regentgemål
| Namn             | Bild | Gift med  | Födelse                                                   | Giftermål   | Blev regentgemål                    | Upphörde att vara regentgemål    | Död                                          | Källor |
| ---------------- | ---- | --------- | --------------------------------------------------------- | ----------- | ----------------------------------- | -------------------------------- | -------------------------------------------- | ------ |
| Guildford Dudley |      | Jane Grey | Omkring 1535 på okänd plats son till John och Jane Dudley | 15 maj 1553 | 10 juli 1553 hustruns trontillträde | 19 juli 1553 hustruns avsättning | 12 februari 1554 avrättad på Towern i London |        |
| Namn             | Bild | Gift med  | Födelse                                                   | Giftermål   | Blev regentgemål                    | Upphörde att vara regentgemål    | Död                                          | Källor |

| Namn  | Bild | Gift med | Födelse                                                                                            | Giftermål    | Blev regentgemål | Upphörde att vara regentgemål | Död                                    | Källor |
| ----- | ---- | -------- | -------------------------------------------------------------------------------------------------- | ------------ | ---------------- | ----------------------------- | -------------------------------------- | ------ |
| Filip |      | Maria I  | 21 maj 1527 i Valladolid i Spanien son till tysk-romerske kejsaren Karl V och Isabella av Portugal | 25 juli 1554 | 25 juli 1554     | 17 november 1558 makans död   | 13 september 1598 i Escorial i Spanien |        |
| Namn  | Bild | Gift med | Födelse                                                                                            | Giftermål    | Blev regentgemål | Upphörde att vara regentgemål | Död                                    | Källor |

## Ätten Stuart
| Namn                         | Bild | Gift med | Födelse | Giftermål                                       | Blev regentgemål                                | Upphörde att vara regentgemål                              | Död                                                                     | Källor |
| ---------------------------- | ---- | -------- | --- | ----------------------------------------------- | ----------------------------------------------- | ---------------------------------------------------------- | ----------------------------------------------------------------------- | ------ |
| Anna av Danmark              |      | Jakob I  | 12 december 1574 i Skanderborg i Danmark dotter till kung Fredrik II av Danmark och drottning Sofia av Mecklenburg         | 23 november 1589                                | 24 mars 1603 makens trontillträde               | 4 mars 1619 på slottet Hampton Court Palace utanför London | 4 mars 1619 på slottet Hampton Court Palace utanför London              |        |
| Henrietta Maria av Frankrike |      | Karl I   | 25 eller 26 november 1609 på slottet Louvren i Paris dotter till kung Henrik IV av Frankrike och drottning Maria av Medici | 11 maj 1625 (genom ombud) 13 juni 1625 (vigsel) | 11 maj 1625 (genom ombud) 13 juni 1625 (vigsel) | 30 januari 1649 makens avrättning                          | 10 september 1669 på slottet Château de Colombes i Colombes i Frankrike |        |
| Namn                         | Bild | Gift med | Födelse | Giftermål                                       | Blev regentgemål                                | Upphörde att vara regentgemål                              | Död                                                                     | Källor |

## Samväldet
| Namn                | Bild | Gift med         | Födelse                                                     | Giftermål       | Blev regentgemål                                    | Upphörde att vara regentgemål | Död                                           | Källor |
| ------------------- | ---- | ---------------- | ----------------------------------------------------------- | --------------- | --------------------------------------------------- | ----------------------------- | --------------------------------------------- | ------ |
| Elizabeth Bourchier |      | Oliver Cromwell  | 1598 i London dotter till James Bourchier och Frances Crane | 22 augusti 1620 | 16 december 1653 makens tillträde som lordprotektor | 3 september 1658 makens död   | November 1665 i Northborough i Cambridgeshire |        |
| Dorothy Maijor      |      | Richard Cromwell | Omkring 1620 dotter till Richard Maijor                     | 1649            | 3 september 1658 makens tillträde som lordprotektor | 25 maj 1659 makens avsättning | 5 januari 1675 på okänd plats                 |        |
| Namn                | Bild | Gift med         | Födelse                                                     | Giftermål       | Blev regentgemål                                    | Upphörde att vara regentgemål | Död                                           | Källor |

## Ätten Stuart (återinsatt)
| Namn                 | Bild | Gift med | Födelse | Giftermål                                                 | Blev regentgemål                     | Upphörde att vara regentgemål                                                                                      | Död                                                            | Källor |
| -------------------- | ---- | -------- | --- | --------------------------------------------------------- | ------------------------------------ | --- | -------------------------------------------------------------- | ------ |
| Katarina av Braganza |      | Karl II  | 25 november 1638 i Lissabon dotter till kung Johan IV av Portugal och drottning Luisa de Guzmán                             | 21 maj 1662                                               | 21 maj 1662                          | 6 februari 1685 makens död                                                                                         | 30 november 1705 på slottet Palácio da Bemposta i Lissabon     |        |
| Maria av Modena      |      | Jakob II | 5 oktober 1658 på Palazzo Ducale i Modena dotter till hertig Alfons IV av Modena och hertiginnan Laura Martinozzi           | 30 september 1673 (genom ombud) 23 november 1673 (vigsel) | 6 februari 1685 makens trontillträde | 11 december 1688 makens avsättning                                                                                 | 7 maj 1718 på slottet Château de Saint-Germain-en-Laye i Paris |        |
| Georg av Danmark     |      | Anna     | 2 april 1653 i Köpenhamn i Danmark son till kung Fredrik III av Danmark och drottning Sofia Amalia av Braunschweig-Lüneburg | 28 juli 1683                                              | 8 mars 1702 makans trontillträde     | 1 maj 1707 då hustrun istället blev regerande drottning av Storbritannien och han därför blev brittisk regentgemål | 28 oktober 1708 på slottet Kensington Palace i London          |        |
| Namn                 | Bild | Gift med | Födelse | Giftermål                                                 | Blev regentgemål                     | Upphörde att vara regentgemål                                                                                      | Död                                                            | Källor |

Listan fortsätter på lista över Storbritanniens regentgemåler.